# Eustachy I z Boulogne
Eustachy I (zm. 1049) – hrabia Boulogne od 1046.
Był żonaty z Matyldą, córką Lamberta I, hrabiego Louvain. Z tego małżeństwa pochodzili:
- Eustachy II, hrabia Boulogne,
- Lambert II, hrabia Lens,
- Gotfryd, zm. 1095, biskup Rouen.

Poprzez swojego syna Eustachego II był dziadkiem Gotfryda z Bouillon i Baldwina I, pierwszego króla jerozolimskiego.